# Tabasco (voilier)
Pour les articles homonymes, voir Tabasco.
Le Tabasco est une classe de voilier de croisière côtière, dessinée par Pierre Gutelle en 1972 en France.
Le Tabasco a été produit à près de 500 exemplaires, entre 1974 et 1980 par le Chantier Spair Marine à Douai. Dériveur intégral, avec un tirant d'eau de 20 centimètres dérive relevée, il pose à plat. Il concilie les avantages d'un Day Boat, avec un cockpit remarquable par sa longueur et ceux d'un petit croiseur.

## Historique
En 1972, le chantier Spair Marine cherchait à créer un bateau, plus grand que le Maraudeur. Il donna la feuille de route suivante à Pierre Gutelle : 
- avoir une taille comprise entre 5 mètres et 5,5 mètres ;
- être plus volumineux et avec un déplacement plus lourd que le Maraudeur ;
- pouvoir monter sur une remorque facilement ;
- disposer d'un cockpit confortable ;
- ne pas être trop toilé pour être facile à tenir ;
- permettre de pratiquer du camping côtier.

« J'aime beaucoup les bateaux qui restent droit sans les artifices de béquilles, explique Pierre Gutelle, j'ai donc opté pour un dériveur intégral. À l'époque, il y en avait très peu. Ce choix permettait de limiter le tirant d'eau pour le camping côtier et de faciliter la remontée sur la remorque. Par ailleurs, cette solution assurait une plus grande stabilité que le Maraudeur, le lest étant plus profond. Ce n'était pas l'option la plus économique pour le chantier. Une dérive intégrale est plus coûteuse à fabriquer qu'une quille. » La deuxième priorité a été de dessiner un bateau large afin d'avoir de la place dans le cockpit. « Mon seul regret est ne pas avoir prévu davantage de volumes à l'arrière où se situe le coffre pour le moteur, générant une traînée un peu trop importante. »

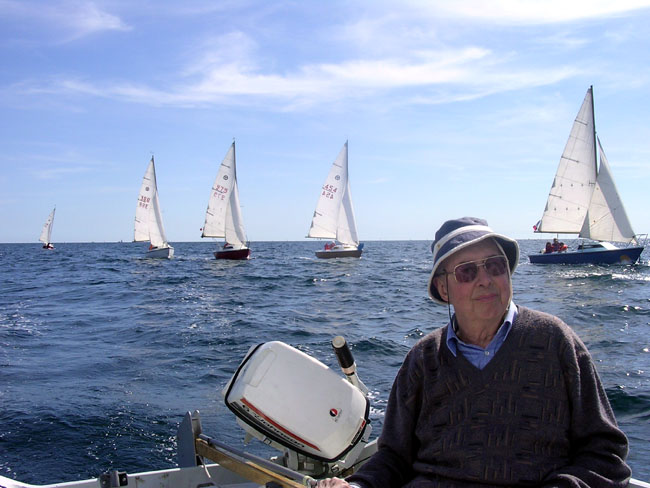
35 ans après l'avoir dessiné, Pierre Gutelle est pour la première fois à la barre d'un Tabasco durant l'été 2007

Ainsi est née une unité dont le premier nom était le « Super-Maraudeur ».
Un premier exemplaire a été construit en bois moulé. Il a servi à réaliser les moules qui ont permis la mise en production de ce qui est devenu le Tabasco.
Pour l'histoire, Pierre Gutelle n'a jamais navigué sur son unité avant l'été 2007.
Le Tabasco s'est vendu à environ 500 exemplaires, chiffre important pour le monde de la plaisance. Pourtant, ce dériveur côtier n'a jamais vraiment fait parler de lui en régates. Aujourd'hui, on compte cependant quelques régatiers avec cette unité, en particulier à Carantec où il s'adjuge des places tout à fait honorables dans les régates traditionnelles de croiseurs (Tour de Callot, Six heures du Taureau, traditionnelles du 15 août)
À sa sortie, il coûtait 17 500 francs, prix jugé important pour l'époque. Il disposait d'un accastillage généreux.

## Description

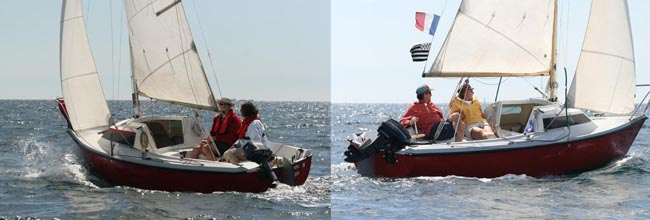
Deux Tabasco en baie de Concarneau

Le Tabasco conjugue la maniabilité d'un dériveur et la stabilité d'un quillard. La carène large est assez stable de formes pour que le relais avec la stabilité de poids se fasse sans solution de continuité. Cette rondeur des volumes hors de l'eau passe facilement au regard, grâce à une étrave tendue et un roof anguleux affiné par une longue bande de Plexiglas fumé.
Le gréement très simple est du type dériveur avec un foc 3/4 et une seule paire de haubans montée avec des barres de flèches tirantes. Ainsi le rôle de l'étai avant se limite à la tenue du mât au mouillage, la draille de foc encaissant tout l'effort une fois ce dernier étarqué.
En fait, le Tabasco emprunte de nombreux éléments au dériveur, qu'il s'agisse de la grande barre d'écoute positionnée environ aux trois quarts arrière de la bôme pour assurer un cintrage efficace, ou du safran relevable avec ses deux filins.
Côté accastillage, ce bateau a été richement doté : deux rails d'écoute distincts pour le génois et pour le foc, des taquets bien dimensionnés, une barre d'écoute.

### Aptitudes à la croisière

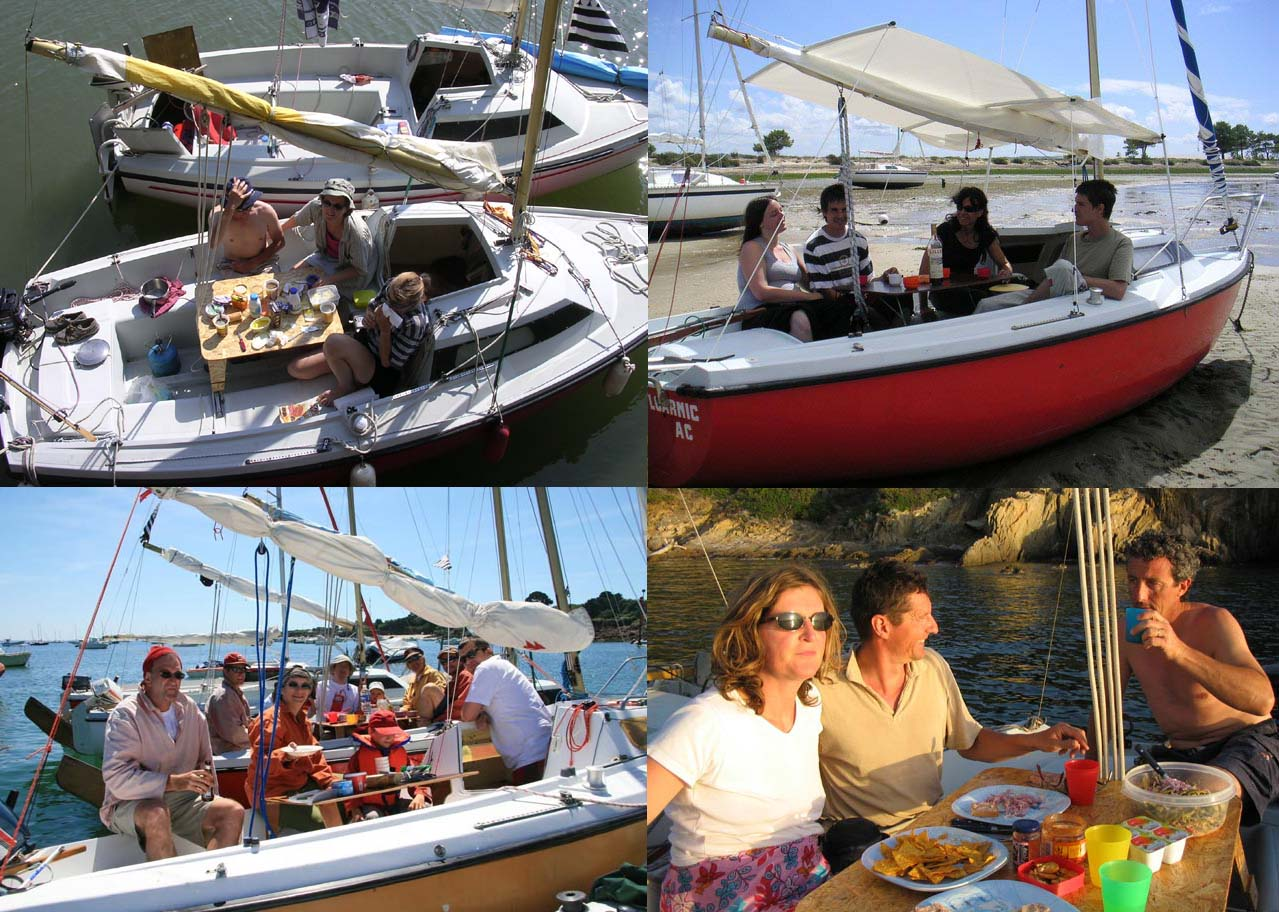
Le grand cockpit du Tabasco, avec sa table amovible, est idéal pour déjeuner durant une croisière

Partir en croisière avec un Tabasco est possible. Cette croisière sera avant tout côtière. En effet, l'homologation du Tabasco ne lui permet pas de s'éloigner de plus de 6 milles des côtes. Aimer le camping est aussi nécessaire, car la taille du bateau nécessite une optimisation des affaires emportées ainsi qu'une bonne gestion du rangement de la cabine.
Avec ses deux couchages, deux adultes logent parfaitement dans un Tabasco. Certains propriétaires réussissent à faire dormir dans la cabine, un adulte et deux enfants grâce à un plancher rajouté de part et d'autre du puits de dérive.
Côté avitaillement, deux glacières sont assez vastes pour stocker les vivres pour trois ou quatre jours. Ces dernières sont situées sous la ligne de flottaison, elles sont donc à la température de l'eau (forcément plus fraîche en Bretagne qu'en Méditerranée). Le matériel de cuisine idéal est constitué d'un réchaud, d'une popote scoute (1 popote creuse, 1 poêle, 2 assiettes, 2 quarts plastique, 2 fourchettes, 2 cuillères, 1 pince preneuse), d'une bouilloire et d'un thermos en inox. Quelques boîtes, type boîte de congélation, complètent avantageusement l'équipement. Pour l'eau, deux bouteilles d'eau minérale de 5 litres trouvent leur place à côté du puits de dérive ou dans le coffre arrière. L'eau est transvasée dans une ou deux bouteilles de 1,5 litre pour la consommation quotidienne.
En croisière, la grande qualité du Tabasco est de disposer d'une table amovible et pliante. Lorsque cette dernière est placée dans le cockpit, six personnes peuvent s'y attabler. En cas de mauvais temps, son installation est aussi possible dans la cabine où le nombre de convives sera alors limité à deux.
Du fait de ces caractéristiques, un programme de croisière en Tabasco privilégiera des zones de navigation où le beau temps est fréquent. Son faible tirant d'eau, sa facilité de mise à l'eau permettent d'accéder à des lieux intéressants et parfois considérés comme inaccessibles à des voiliers. Ainsi, en 2006, deux propriétaires ont navigué durant une semaine dans la lagune de Venise. En zone de forts marnages, comme la Bretagne, l'expérience montre que les périodes où les marées sont hautes en soirées et en matinée présentent de forts avantages pour la croisière en Tabasco. Il est ainsi possible de remonter assez haut sur une plage ou dans un aven en fin de journée, de laisser le bateau se poser durant la nuit et donc de dormir en toute sécurité, pour retrouver l'eau le lendemain matin à la faveur de la marée montante.

### En navigation

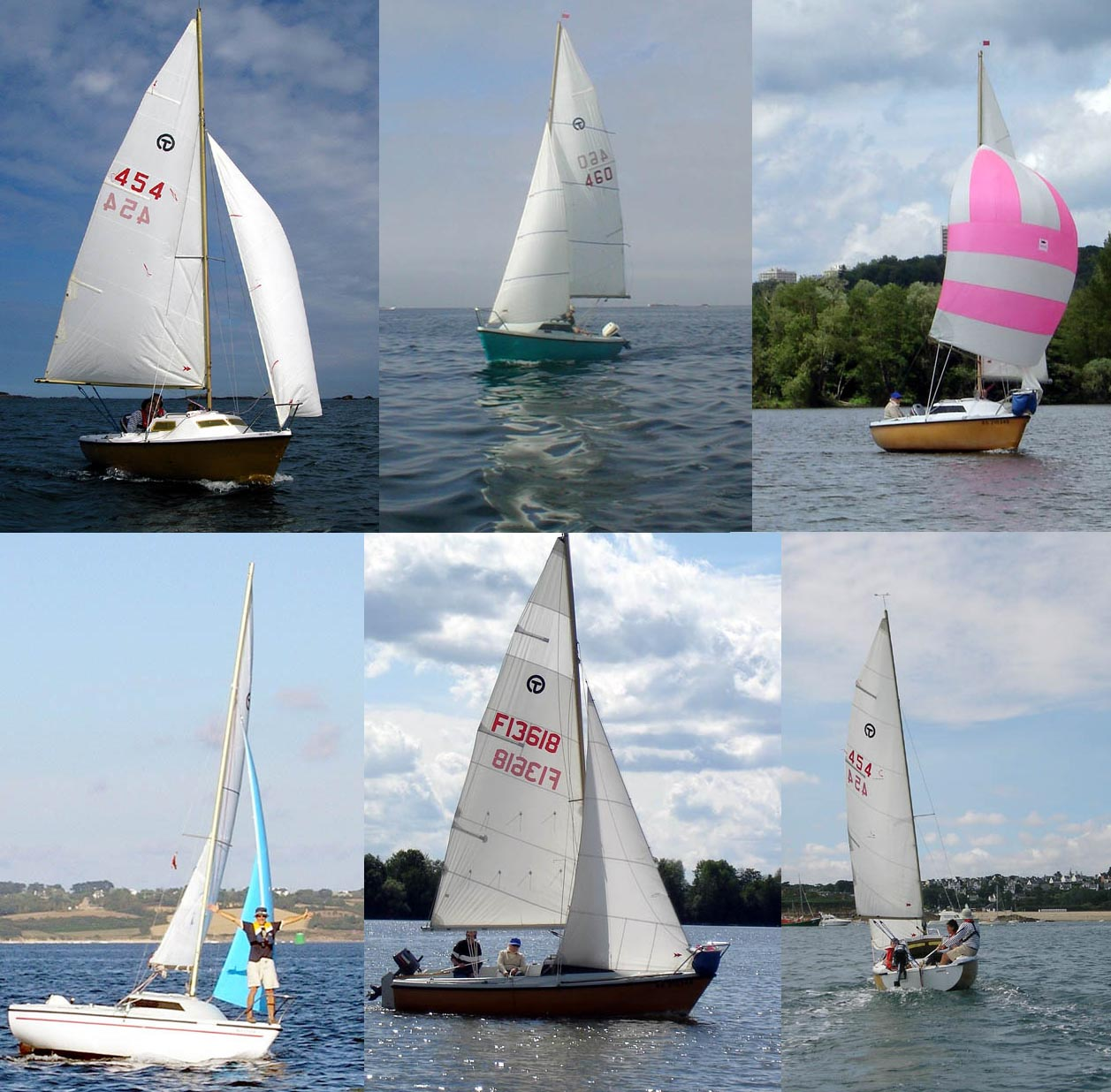
Des Tabasco sous voiles à différentes allures

À la barre, le Tabasco est un bateau équilibré qui remonte bien au vent. Il peut naviguer sous grand-voile seule tout en conservant sa capacité de manœuvre. Le Tabasco avance beaucoup plus vite lorsqu'il est à plat sur l'eau. Ainsi, quand le vent forcit, il ne faut pas hésiter à réduire la toile. Deux bandes de ris sont disponibles. Laisser trop de surface de voiles n'améliore pas ses performances, comme l'ont montré des mesures de vitesse réalisées au GPS.
Par petit temps, le Tabasco possède une vitesse d'avancement intéressante. L'équipage a alors intérêt à s'avancer au plus près de la cloison de la cabine afin de limiter la traîne de la poupe (bateau).
Le Tabasco est sensible à la répartition latérale et longitudinale des poids. Ainsi, en immobilisant la barre avec un sandow, et par petits airs, il est possible de faire virer le voilier uniquement en modifiant sa position dans le cockpit.
Les mesures de vitesse au GPS ont montré que la carène du Tabasco dépasse difficilement les 7 nœuds.
Ces aptitudes lui permettent néanmoins de se classer honorablement dans des régates locales, à Carantec, sur le Seine ou sur l'étang de Thau, au milieu de flottilles comprenant des Corsaires, Cap-Corse, First 18, Edel 2, Microsail, Sun 2000…